# NGC 913
NGC 913 је лентикуларна галаксија у сазвежђу Андромеда која се налази на NGC листи објеката дубоког неба.
Деклинација објекта је + 41° 47' 57" а ректасцензија 2h 25m 44,8s. Привидна величина (магнитуда) објекта NGC 913 износи 15,0 а фотографска магнитуда 16,0.